# Maria Colombo
Maria Colombo   (Luino, 25 de maig de 1989) és una matemàtica italiana especialitzada en anàlisi matemàtica. És professora a l'EPFL (École Polytechnique Fédérale de Lausanne) a Suïssa, on dirigeix el departament d'anàlisi matemàtica, càlcul de variacions i equacions diferencials en derivades parcials.

## Educació i carrera
Colombo va néixer a Luino, prop de la frontera suïssa d'Itàlia. va competir per Itàlia els anys 2005, 2006, i 2007 a l'Olimpíada Internacional de Matemàtiques, competició en què va guanyar la medalla de bronze, d'or, i de plata, respectivament.
Va obtenir el grau i el màster en matemàtiques a la Universitat de Pisa els anys 2010 i 2011, i va completar el doctorat, l'any 2015 a la Scuola Normale Superiore di Pisa, sota la supervisió conjunta de Luigi Ambrosio i Alessio Figalli. La seva dissertació, titulada Flows of non-smooth vector fields and degenerate elliptic equations: With applications to the Vlasov-Poisson and semigeostrophic systems, va ser publicada com a llibre l'any 2017 per Edizioni della Normale.
Després de fer recerca postdoctoral amb Camillo De Lellis a la Universitat de Zúric, es va unir a l'EPFL com un professora ajudant l'any 2018, i va ser nomenada professora titular l'any 2021.

## Reconeixement
L'Accademia dei Lincei va donar a Colombo el seu Premi Gioacchino Iapichino de 2016. Va ser la guanyadora l'any 2017 del Premi Carlo Miranda de la Societat Nacional de Ciències, Lletres i Arts de Nàpols, i el 2019 va guanyar del Premi Bartolozzi de la Unió Matemàtica Italiana. Es va anunciar que seria la guanyadora del Premi Peter Lax, atorgat biennalment, de 2022, que li serà entregat en la Conferència Internacional sobre Problemes Hiperbòlics.

## Rerències
1. 1 2 3 4 5   Curriculum vitae.  École Polytechnique Fédérale de Lausanne.
2. ↑   Chair of Mathematical Analysis, Calculus of Variations and PDEs (AMCV).  École Polytechnique Fédérale de Lausanne.
3. 1 2   Professor Maria Colombo promoted to Full Professor.  École Polytechnique Fédérale de Lausanne, 16 juliol 2021.
4. 1 2 3   A soli trent’anni, la normalista Maria Colombo è Direttrice di un Laboratorio di Analisi Matematica al Politecnico di Losanna (en italià).  Scuola Normale Superiore di Pisa, 16 desembre 2019.
5. ↑   Maria Colombo: Individual ranking.
6. ↑  Maria Colombo al Mathematics Genealogy Project.
7. ↑  Review of Flows of non-smooth vector fields and degenerate elliptic equations: Florin Iacob, |  | Aquest article té bibliografia, però no se sap quina referència verifica cada part. Podeu millorar aquest article assignant cadascuna d'aquestes obres a frases o paràgrafs concrets. |
8. ↑   Premio Gioacchino Iapichino (en italià).  Accademia dei Lincei, 13 maig 2016.
9. ↑   Concorsi e premi accademici (en italià).  National Society of Sciences, Letters and Arts of Naples.
10. ↑   Premio Giuseppe Bartolozzi (en italià).  Italian Mathematical Union.
11. ↑   Maria Colombo is the recipient of the 2022 Peter Lax award.  École Polytechnique Fédérale de Lausanne, 25 maig 2021.